# Arpád Soltész
Arpád Soltész (* 1969 Košice) je slovenský investigativní novinář.
Od začátku roku 2024 žije v České republice. Zabývá se sledováním slovenské politické scény. 

Těsně před Sametovou revolucí emigroval do Německa, krátce po Listopadu se vrátil. V době, kdy v Prešově studoval tlumočnictví a překladatelství, začal pracovat jako novinář.
V Košicích pracoval pro Košický Večer, Korzár, Pravdu, Plus 7 dní a Národnú Obrodu. Pracoval i pro televizi Joj a když se tato stěhovala do Bratislavy, Soltész se přestěhoval do Bratislavy, kde investigativní žurnalistiku nahradil psaním komentářů. Poté se začal věnovat psaní pro Noviny.sk, kam se vrátil z působení v Hospodářských novinách.

## Dílo
- Mäso – vtedy na východe (2017)
- Sviňa (2018)
- Hnev (2020)
- Zlodej (2021)